# Le Carrosse du Saint-Sacrement

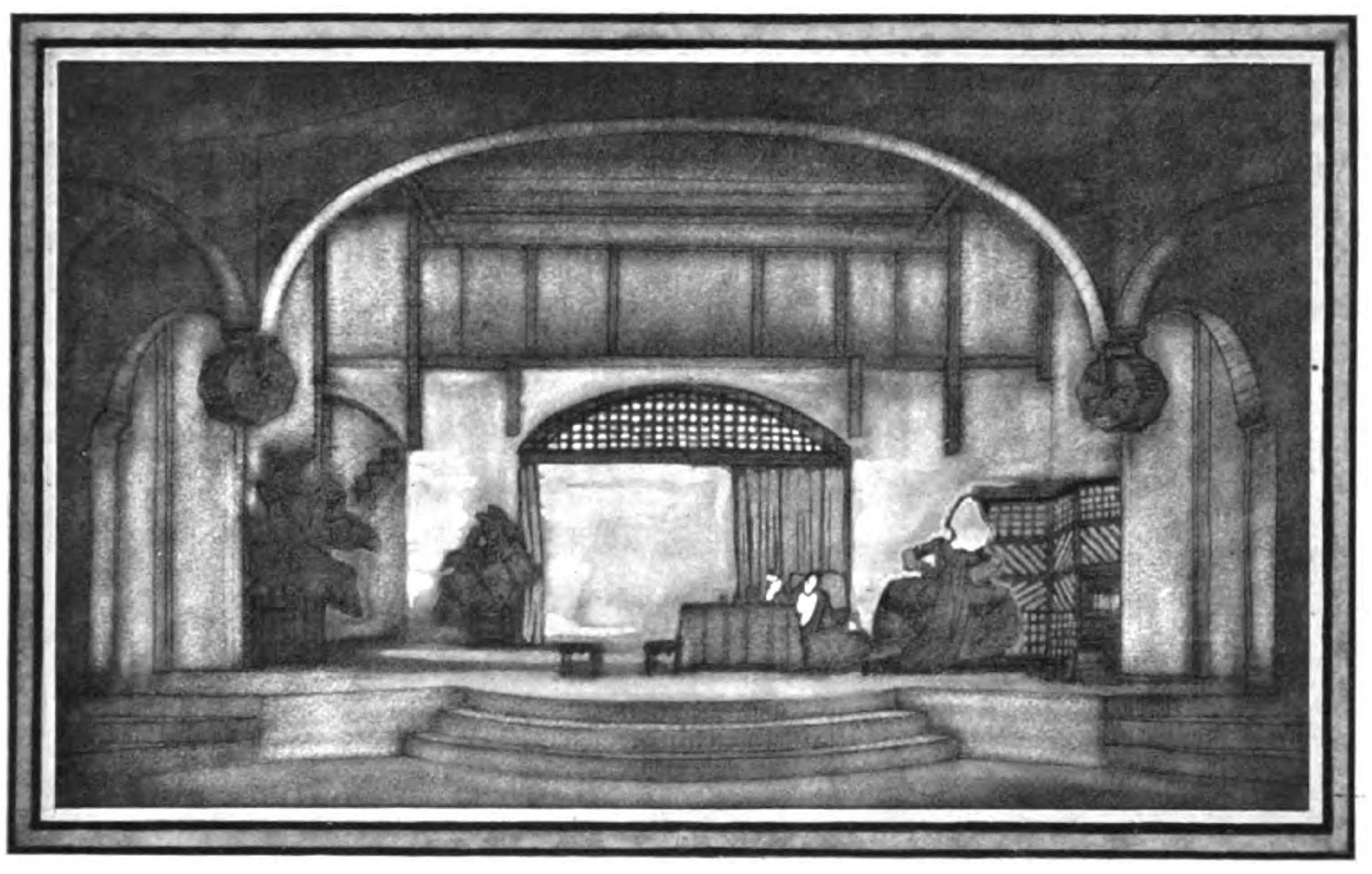
Maquette de décor de Louis Jouvet pour la production de Jacques Copeau au théâtre du Vieux-Colombier (1917)

Le Carrosse du Saint-Sacrement est une comédie en un acte de Prosper Mérimée, publiée pour la première fois dans la Revue de Paris en juin 1829 et ajoutée à la seconde édition du Théâtre de Clara Gazul en 1830.
Inspirée d'un personnage historique, la célèbre comédienne péruvienne Micaela Villegas (1748-1819) dite « la perra chola » - en français, la Périchole - , la pièce fut créée au Théâtre-Français sous le titre Le Carrosse le 13 mars 1850 avec Augustine Brohan dans le rôle de Camila Périchole.

## Adaptations

### Théâtre et opéra
- La Périchole, comédie-vaudeville de Théaulon et Deforges, créée en 1835 au théâtre du Palais-Royal ;

- La Périchole, opéra-bouffe de Jacques Offenbach, livret de Henri Meilhac et Ludovic Halévy, créé en 1868 au théâtre des Variétés avec Hortense Schneider ;

- Le Carrosse du Saint-Sacrement, comédie en vers de Maurice Vaucaire, créée en 1893 au théâtre de l'Odéon

- Le Carrosse du Saint-Sacrement, opéra en un acte de Lord Berners sur un livret du compositeur, créé à la Théâtre des Champs-Elysées (prod. Ballets russes) le 24 avril 1924
- Le Carrosse du Saint-Sacrement, opéra en un acte d'Henri Büsser sur un livret du compositeur, créé à l'Opéra-Comique le 2 juin 1948

### Cinéma
- Le Carrosse d'or, film français de  Jean Renoir sorti en 1953 avec Anna Magnani.

### Littérature
- La vie de la véritable Périchole est abordée entre autres dans le roman Le Pont du roi Saint-Louis (The Bridge of San Luis Rey) de Thornton Wilder, porté plusieurs fois à l'écran.